# Пильник, Михаил Ефремович
Михаил Ефремович Пильник (1888—1938) — русский и советский учёный-металлург, специалист в области сталеплавильного производства. Профессор, заведующий кафедрой металлургии стали Московского института стали.

## Биография
Михаил Ефремович Пильник родился 2 (14) ноября 1888 года в Нижнем Новгороде в семье землемера Ефрема Анникиевича (Иоаникиевича) Пильника. 
Восемь лет учился в Нижегородском дворянском институте, окончив который с золотой медалью в 1907 году. В том же году поступил на металлургическое отделение Санкт-Петербургского политехнического института, который окончил в 1913 году.
Научную и педагогическую карьеру начал в качестве ассистента М. А. Павлова. В 1930 году был приглашен Владимиром Ефимовичем Грум-Гржимайло в только что открывшийся Московский институт стали на кафедру металлургии стали. М. Е. Пильник организовал аспирантуру, впоследствии возглавил кафедру. При нем на кафедре велись активные исследования как в области теории, так и в области технологии сталеплавильного производства.
Репрессирован. Арестован 2 июля 1938 г. Приговорен ВКВС СССР 3 октября 1938 по обвинению в участии в контр-революционной террористической организации. Расстрелян и похоронен на «Коммунарке» (Московская область) 3 октября 1938 г. Реабилитирован 13 июня 1956 г.
Брат — Борис Ефремович (Ефимович) Пильник (1903—1984), поэт.

## Научная и педагогическая деятельность
Крупный специалист в области конструкции мартеновских печей. Основные работы:
- Современные способы получения железа и стали. Москва: Ред.-изд. бюро Моск. инст. стали, 1932 г. (второе издание — 1933 г.)
- Металлургия стали. Москва: типо-стеклогр. Промкомбината местн. пром. Бауманск. райсовета, 1934 г.
- Бессемеровский процесс и его перспективы в СССР. Москва: ВНИТО-металлургов. Металлург. фак-т. Кафедра металлургии стали, 1935 г.
- Бессемерование. Москва: Типо-стеклогр. Моск. горного ин-та им. И. В. Сталина, 1937 г.
- Опыт работы Мазая (в соавторстве с Г. Н. Ойксом). Москва; Ленинград: Онти. Глав. ред. лит-ры по черной металлургии, 1937 г.
- Миксеры, их назначение, классификация и работа. Москва: тип. Промтреста Куйбышев. района, 1937 г.